# Мурзинка (Краснощоковський район)
Му́рзинка (рос. Мурзинка) — селище у складі Краснощоковського району Алтайського краю, Росія. Входить до складу Акимовської сільської ради.

## Населення
Населення — 106 осіб (2010; 131 у 2002).
Національний склад (станом на 2002 рік):
- росіяни — 95 %